# Gregor Wilhelm Nitzsch

Gregor Wilhelm Nitzsch

Gregor Wilhelm Nitzsch (* 22. November 1790 in Wittenberg; † 22. Juli 1861 in Leipzig) war ein deutscher klassischer Philologe.

## Leben
Gregor Wilhelm Nitzsch wurde als jüngster Sohn des einstigen Pastors, Generalsuperintendenten und ersten Direktors des königlichen evangelischen Predigerseminars in Wittenberg Karl Ludwig und Luise Nitzsch (geb. Wernsdorf) am 22. November 1790 in Wittenberg geboren. Nach dem Besuch der Landesschule Pforta von 1806 bis 1812 nahm er an der Wittenberger Universität ein Theologiestudium auf und wechselte während seiner Studienzeit zur klassischen Philologie. 
Während der Befreiungskriege nahm er an Kampfhandlungen in Flandern und Nordfrankreich teil und übernahm nach seiner Rückkehr im Juni 1814 eine Lehrerstelle am Wittenberger Gymnasium. 1817 wechselte er an das Gymnasium Francisceum in Zerbst, wo er eine Konrektorstelle erhielt. Er kehrte 1820 in gleicher Position zurück an das Wittenberger Gymnasium. Hier begann Nitzsch seine ersten philologischen Arbeiten zu veröffentlichen, die ihm 1827 einen Ruf an den Lehrstuhl für klassische Philologie und Beredsamkeit an der Universität Kiel einbrachten, wo er im selben Jahr zum Dr. phil. h. c. wurde. 
Er organisierte das dortige Seminar neu unter der Konzeption eines christlichen Humanismus und schuf als Inspektor damit einen eigenständigen Gymnasiallehrerstand Schleswig-Holsteins. 1837 wurde er Mitglied der Gesellschaft der Wissenschaften in Göttingen und 1836 Mitglied der Königlich Dänischen Akademie der Wissenschaften. Während der Revolution 1848 gab er seiner Mitgliedschaft das Erkennungsabzeichen der Dänischen Akademie der Wissenschaften, den Danebrogorden, zurück und demonstrierte damit der dänischen Regierung seine prodeutsche Haltung, wofür man ihn 1852 mit der Amtsenthebung bestrafte. Deswegen folgte er im Wintersemester 1852 dem Ruf der Universität Leipzig und lehrte dort bis zu seinem Tode am 22. Juli 1861.
Wertvoll für das sprachliche Verständnis waren seine planvoll gestalteten Schöpfungen in modifizierter Form, unter veränderten Fragestellungen und mit neuen, aus der Homeranalyse gewonnenen Argumenten, die sich in der modernen Forschung wiederfinden.

## Werke (Auswahl)
- Platonischer Dialog Ion. 1822.
- Quaestiones Homericae. 1824.
- Erklärenden Anmerkungen zu Homers Odyssee. 3 Bände, 1826–1840.
- De historia Homeri maximeque de scriptorum carminum aetate meletemata 1830–1837.
- Die Heldensage der Griechen nach ihrer natürlichen Geltung. 1841.
- Die Sagenpoesie der Griechen kritisch dargestellt. 3 Bände, 1852.
- Betrachtung  zur Geschichte der epischen Poesie der Griechen. 1862.